# Амхерст (Вирџинија)
Амхерст (енгл. Amherst) град је у америчкој савезној држави Вирџинија. По попису становништва из 2010. у њему је живело 2.231 становника.

## Демографија
Према попису становништва из 2010. у граду је живело 2.231 становника, што је 20 (0,9%) становника мање него 2000. године.
| Група             | 2000.         | 2010.         |
| Белци             | 1.537 (68,3%) | 1.544 (69,2%) |
| Афроамериканци    | 667 (29,6%)   | 550 (24,7%)   |
| Азијати           | 7 (0,3%)      | 14 (0,6%)     |
| Хиспаноамериканци | 23 (1,0%)     | 52 (2,3%)     |
| Укупно            | 2.251         | 2.231         |